# Ralf Rytlewski
Ralf Rytlewski (* 27. Juni 1937 in Lemgrabe, Kreis Lüneburg) ist ein deutscher Politologe. Er ist ein Vertreter der empirischen Ost-West-Komparatistik.

## Leben

### Herkunft, Studium
Die Eltern stammten aus Hamburger Handwerker- und Händlerfamilien. Nach kaufmännischer Ausbildung (Maschinenfabrik Körber, Hamburg-Bergedorf) und Besuch der Meisterschule für Graphik und Buchgewerbe, West-Berlin, studierte Ralf Rytlewski ab 1961 Politikwissenschaft, Volkswirtschaftslehre und Soziologie zunächst an der Deutschen Hochschule für Politik (DHfP), West-Berlin, dann an der Freien Universität Berlin – Otto-Suhr-Institut (OSI) sowie der Universität Bielefeld. Die inhaltlichen Schwerpunkte seines Studiums lagen bei politischen Institutionen (Ernst Fraenkel), den ökonomischen Voraussetzungen von Politik (Gert von Eynern) und der area research. Das Examen zum Diplom-Politologen bestand Rytlewski 1966 (Otto Heinrich von der Gablentz). Zum Dr. rer. pol. der Staatswirtschaftlichen Fakultät der Ludwig-Maximilians-Universität München promovierte Rytlewski 1976 bei Peter Christian Ludz mit einer Untersuchung zur Forschung und Entwicklung in Betrieben der DDR.
Deutlich war sein Interesse an studentischen Belangen sowohl im Otto-Suhr-Institut als auch als Vorsitzender des Fachverbands Sozialwissenschaften (1963–1966) im Verband Deutscher Studentenschaften (VDS), Bonn. Hier standen Fragen der Studienreform und der deutsch-deutschen Beziehungen im Mittelpunkt. In diesem Zusammenhang ließ sich Ralf Rytlewski 1970 für ein halbes Jahr auf die Bonner geschäftsführende, hauptamtliche Stelle eines Assistenten der interdisziplinären Kommission beurlauben, die unter Leitung von Peter Christian Ludz vergleichende „Materialien“ zum Bericht des Bundeskanzlers 1971 „zur Lage der Nation“ erarbeitete.
Markant blieben seine fachpolitischen Aktivitäten: im Assistentenrat des Geschwister-Scholl-Instituts, München, im Instituts- sowie Fachbereichsrat des Otto-Suhr-Instituts, dort als Prodekan und Dekan (1995–1997).

### Forschung, Lehre, Politikberatung
1967 übernahm Rytlewski die Stelle eines wissenschaftlichen Assistenten im Zentralinstitut für Sozialwissenschaftliche Forschung (ZI6) der Freien Universität Berlin, dem Nachfolger des von Otto Stammer geleiteten Instituts für politische Wissenschaft (IfpW). Rytlewski konzipierte in seiner Forschung die DDR als Industriegesellschaft, deren Modernisierung abhängig war vom Funktionsdreieck aus naturwissenschaftlich-technischer Innovation, politischer Steuerung und ökonomischem Wachstum sowie deren Führung, wobei Machtzuwachs durch Assimilierung der naturwissenschaftlichen Intelligenz möglich wird. Er verließ damit den in der westdeutschen DDR-Forschung verbreiteten Ansatz von der totalitären Herrschaft. Bei den „Materialien 1971“ zum Bericht der Bundesregierung bezog die interdisziplinäre Forschergruppe ihre wissenschaftstheoretische Position mit der Grundannahme, in West- wie Ostdeutschland bestünden gesellschaftliche und wirtschaftliche Ähnlichkeiten auch bei gegebenen politischen Differenzen. Es galt, mit den Verfahren des „kritischen Rationalismus qualitative Unterschiede in beiden deutschen Gesellschaftssystemen ebenso herauszuarbeiten wie Ähnlichkeiten oder parallele Entwicklungen“ Publizistisch gewann Rytlewski eine Stimme in der westdeutschen DDR-Forschung und deutsch-deutschen Komparatistik.
Auch an der Erstellung der Folgebände „Materialien 1972“ und „Materialien 1974“ nahm Rytlewski teil wie schließlich auch an der letzten Ausgabe, dem 1990 erschienenen Vergleich der Bildungs- und Erziehungssysteme unter Leitung von Oskar Anweiler. Von ministerieller Seite berufen, beteiligte er sich an einem umfänglichen, 1978 vorgelegten Gutachten (1228 S. Manuskript) zum Stand der DDR- und vergleichenden Deutschlandforschung. Im Hintergrund blieb der Streit zwischen idealtypischer und empirisch-analytischer Vorgehensweise.
1973 ließ sich Rytlewski an das Geschwister-Scholl-Institut der Ludwig-Maximilians-Universität München versetzen. Seine Veranstaltungen befassten sich vorwiegend mit Einführungen in die politische Theorie, in Staat und Gesellschaft und in die Sprach- und Kulturpolitik. Für Lehre, Forschung und Beratung wurde die These der Dissertation leitend, in der funktionalen Abhängigkeit von Politik, wissenschaftlichem Fortgang und Ökonomie eine Erweiterung des Politischen zu erkennen. Den zweiten Faktor spezifizierte er zur Kultur. „Kulturelle Grundlagen politischen Handelns und politischer Institutionen“ wurden zum Integral seiner Arbeitsschwerpunkte.
Kumulativ habilitierte sich Ralf Rytlewski 1980 an der Freien Universität Berlin. Ihren Ruf auf den wohl einzigen bundesrepublikanischen Lehrstuhl für politische Wissenschaft unter besonderer Berücksichtigung des politischen Systems der DDR nahm er an (1980–2002).
Fragestellungen der DDR-Forschung und vergleichenden Deutschlandforschung, ihre Methodologie, ihre Daten und Methoden erhielten nun curriculares Gewicht für die verschiedenen Studien- und Lehramtsgänge. Zu Schwerpunkten der Lehre wurden zweisemestrige Projektseminare und politiknahe Kolloquien. Innerhalb der Deutschen Vereinigung für Politische Wissenschaft gründete Rytlewski Arbeitskreise zum Verhältnis von Politik und Kultur bzw. Sprache. Wie ein roter Faden durchzieht sein Wirken die Frage danach, wie die subjektive Dimension des Politischen sich theoretisch und empirisch besser fassen ließe. Ein zweiter roter Faden handelt von unterschiedlichen Praktiken der Kulturpolitik. Sie wurde vorzugsweise in Verbindung mit Stadtpolitik untersucht und in Kooperation mit der Forschungsstelle von Werner Süß zunehmend auf die Stadt Berlin fokussiert. Es entstand der Umriss einer system- und handlungstheoretisch vorgehenden Kulturpolitologie.
Ab 1989 engagiert sich Rytlewski an den zahlreichen Ansätzen von Sozialwissenschaftlern beider Stadthälften Berlins, künftige Positionen in Lehre und Forschung zu klären. Die offene deutsche Frage fand international viel Beachtung. Er pflegte in diesem thematischen Zusammenhang schon zuvor intensiven Austausch mit der soziologischen Fakultät (A.O.Boronoev) der Leningrader Staatsuniversität. Mit Kollegen der Freien Universität Berlin (Helmut Wagner) und der Seoul National Universität (Myoung-Kyu Kang) wurden ab 1987 in einer Serie von Konferenzen Lessons in Division im Hinblick auf Chances of Unification erörtert.

### Gastaufenthalte und -professuren
- Humboldt-Universität zu Berlin
- Seoul National Universität (Südkorea)
- Staatsuniversität Leningrad (UdSSR/Russland)
- Moskauer Institut für internationale Beziehungen (MGIMO) (Russland)
- West-Universität, Temeswar (Rumänien)
- Deutsch-Kasachische Universität, Almaty (Kasachstan)
- Hebei Institut für Fremdsprachen, Beidaihe (China)

### Mitgliedschaften
- Deutsche Vereinigung für Politische Wissenschaft
- Deutsche Vereinigung für Parlamentsfragen
- Deutsche Vereinigung für Politische Bildung
- Internationale Gesellschaft für politische Psychologie
- Münchner Ostforschungskreis
- Arbeitskreis für vergleichende Deutschlandforschung
- Kulturpolitische Gesellschaft
- OSI-Club
- Freundeskreis der Evangelischen Akademie Berlin (West)
- Initiative Hauptstadt Berlin
- Weltclub zur Förderung freundschaftlicher Beziehungen zwischen den Nationen
- Gesellschaft für Deutsch-Chinesische Freundschaft
- Mitherausgabe der Schriftenreihe Sprache-Politik-Öffentlichkeit im Verlag Walter de Gruyter

## Publikationen

### Bücher, Editionen (Auswahl)
- Kulturpolitisches Wörterbuch Bundesrepublik Deutschland/Deutsche Demokratische Republik im Vergleich (zus. mit Wolfgang R. Langenbucher und Bernd Weyergraf), Stuttgart 1983
- Die Bundesrepublik Deutschland in Zahlen 1945/49 – 1980. Sozialgeschichtliches Arbeitsbuch IV (zus. mit Manfred Opp de Hipt), München 1987
- Die Deutsche Demokratische Republik in Zahlen 1945/49 – 1980. Sozialgeschichtliches Arbeitsbuch V (zus. mit Manfred Opp de Hipt), München 1987
- Politische Kultur in der DDR (Rytlewski u. a.; Red.: Hans-Georg Wehling), Stuttgart 1989
- Politik und Gesellschaft in sozialistischen Ländern. Ergebnisse und Probleme der Sozialistische Länder-Forschung (PVS Sonderheft 20), Opladen 1989
- Lebensstile und Kulturmuster in sozialistischen Gesellschaften (zus. mit Krisztina Mänicke-Gyöngyösi), Köln 1990
- Political Culture in Germany (zus. mit Dirk Berg-Schlosser), Houndsmills/London 1993
- Berlin. Die Hauptstadt. Vergangenheit und Zukunft einer europäischen Metropole (zus. mit Werner Süß), Berlin/Bonn 1999
- Politik (zus. mit Carola Wuttke), Berlin 2005
- Politik/Wirtschaft (zus. mit Carola Wuttke), 5. Aufl., Berlin 2020
- Am Ende der Felder. China im Aufbruch, Berlin 2021

### Aufsätze, Beiträge
Etwa je 50 Zeitschriftenaufsätze und Beiträge in Sammelbänden, Handwörterbüchern erschienen 1965–2021.